# Akuyaku Reijō Nanode Rasubosu o Katte Mimashita
Akuyaku Reijō Nanode Rasubosu o Katte Mimashita (jap. 悪役令嬢なのでラスボスを飼ってみました) ist eine japanische Online-Romanreihe von Sarasa Nagase, die von 2017 bis 2019 erschienen ist und in mehreren anderen Medien umgesetzt wurde. Adaptionen als Manga und Anime wurden international als I'm the Villainess, So I'm Taming the Final Boss bekannt.

## Inhalt
Prinzessin Aileen Lauren d'Autriche ist am Adelshof aufgewachsen und mit dem Thronfolger Cedric Jeanne Elmir verlobt. Doch dann erinnert sie sich: Aileen hatte zuvor als Mädchen im modernen Japan gelebt und ist hier in einem Computerspiel wiedergeboren worden, das sie in ihrem alten Leben gespielt hat. Und sie befindet sich in der Rolle der Antagonistin. Wie auch im Spiel lässt Cedric sie für die einfache, gutherzige Lilia Reinoise sitzen – die Protagonistin des Spiels. Da Aileen den weiteren Verlauf kennt, will sie die kommenden Ereignisse verhindern und vor allem ein schlechtes Ende für sie selbst verhindern. Also tut sie sich mit Cedrics älterem Bruder Claude zusammen. Dieser ist mit magischen Kräften geboren und als Dämonenlord auf ein abgelegenes Schloss verbannt worden, da er mit seinen Fähigkeiten nicht Herrscher werden darf. Es wurde ein Waffenstillstand zwischen den Dämonen und Menschen vereinbart, dessen Mittler Claude ist. Im Spiel würde seine dämonische Seite erwachen und Lilia, die als „Schwertjungfer“ das heilige Schwert in sich trägt, den Sieg über Claude ermöglichen. Aileen will all dies verhindern und bietet Claude an, seine Frau zu werden.
Claude ist über die unerwartete Aufmerksamkeit erstaunt und lehnt zunächst ab. Doch die beiden bemerken bald, was sie am anderen schätzen und auch für Aileen wird ihr Werben um Claude mehr als eine Notwendigkeit. Wegen der Auflösung der Verlobung hat Aileen zugleich viele Probleme, denn sie verliert Privilegien und wird auch geschäftlich ausgebootet. Nur einige ihrer engsten Freunde bleiben ihr, die sie sogleich an Claude vermittelt, um sein Schloss zu sanieren. Auch Claudes Diener Keith und Belzebuth lernen die nun Geliebte ihres Herrn und deren Freunde zu schätzen. Das böse Ende scheint abgewendet, beide werden verlobt und nach Aileens Erfolgen wird Claude gesellschaftlich akzeptiert und sogar wieder als Thronfolger in Betracht gezogen.
Als ein örtlicher Dämon einem Vasallen des Königreichs droht, den Frieden mit den Menschen zu brechen, muss Claude dorthin reisen. Aileen folgt ihm heimlich, da sie die sich entfaltende Geschichte kennt und eingreifen will. Sie lässt sich als Junge in die dortige Jungen-Akademie einschreiben, wo ein Komplott die dämonischen Kräfte auch Claudes freisetzen soll. Sie lernt im Schülerrat neue Freunde und Unterstützer kennen. Darunter auch einen Dämonen, der seine Identität verheimlicht, und zwei Agenten der Kirche, die diesen jagen sollen. Schließlich gelingt es Aileen, zwischen ihnen zu schlichten, als die Geheimnisse auffliegen. Und das Komplott misslingt, auch wenn es nicht wie erwartet abläuft. Lilia offenbart sich Aileen als eigentliche Strippenzieherin und als ebenfalls aus Japan Wiedergeborene – die diese Welt aber nur als Spiel sieht, das wie geplant und nach ihren Wünschen ablaufen soll. Claude hat Aileens Anwesenheit bemerkt und ist wütend, dass sie sich in Gefahr begeben hat. Die Freunde, die Aileen gewonnen hat, nimmt sie in eine neu gegründete Garde auf.
Diese braucht sie bald, als Claude sein Gedächtnis verliert. Er kann sich nicht erinnern, in sie verliebt zu sein und hat seine Magie verloren. Offenbar hat Lilia all dies eingefädelt, um ihre Macht zurückzugewinnen und Aileens Ausscheren aus der Geschichte des Spiels rückgängig zu machen. So trifft sich Aileen trotz eines Verbots mit Hilfe ihrer Freunde heimlich mit Claude, um seine Erinnerung zurückzubringen. Sonst droht, ihre Verlobung gelöst zu werden. Selbst Cedric unterstützt Aileen heimlich, da auch ihm die Ränkespiele seiner Verlobten unheimlich werden. Schließlich kommt es zum Kampf zwischen den beiden Frauen mit ihren heiligen Schwertern. Den kann durch die Unterstützung ihrer Freunde Aileen für sich entscheiden und danach die auf magische Weise versiegelte Erinnerung Claudes wiederherstellen.

## Veröffentlichungen
Die Geschichte wurde zunächst von Autorin Sarasa Nagase selbst auf der Online-Plattform Shōsetsuka ni Narō veröffentlicht. Sie startete im Mai 2017 und schloss die Serie im August 2019 ab. Beim Verlag Kadokawa Shoten folgte eine Umsetzung als Light Novel mit Illustrationen von Mai Murasaki mit dem ersten Band noch 2017 und bisher elf Bänden.
Eine Adaption als Manga durch Anko Yuzu wurde ebenfalls von Kadokawa Shoten in dessen Magazin Comp Ace veröffentlicht. Die Kapitel erschienen von Juni 2018 bis August 2019 sowie später in drei Sammelbänden. Bei Yen Press erscheint eine englische Übersetzung sowohl vom Manga als auch von der Light Novel.

## Anime-Umsetzung
2022 entstand beim Studio Maho Film eine Umsetzung der Geschichte als Anime-Serie für das japanische Fernsehen mit zwölf Folgen. Hauptautor war Kenta Ihara und Regie führte Kumiko Habara. Für das Charakterdesign waren Eri Kojima, Momoko Makiuchi und Yūko Ōba verantwortlich. Die künstlerische Leitung lag bei Satoshi Shibata und für die Kameraführung war Yukina Nomura zuständig.
Der Anime wurde erstmals im Oktober 2021 angekündigt. Die je 23 Minuten langen Folgen wurden vom 1. Oktober bis 17. Dezember 2022 von den Sendern AT-X, Tokyo MX, MBS, Wowow und BS-TBS in Japan ausgestrahlt. International wurde der Anime von der Plattform Crunchyroll veröffentlicht, unter anderem mit deutschen und englischen Untertiteln.

### Synchronisation
| Rolle                   | japanischer Sprecher (Seiyū) |
| ----------------------- | ---------------------------- |
| Aileen Lauren Dautriche | Rie Takahashi                |
| Cedric Jeanne Elmir     | Toshiki Masuda               |
| Claude Jeanne Elmir     | Yuichiro Umehara             |
| Lilia Rainworth         | Kana Hanazawa                |
| Keith Eigrid            | Jun Fukuyama                 |
| Belzebuth               | Yūki Ono                     |
| Almond                  | Tomokazu Sugita              |

### Musik
Die Musik der Serie wurde komponiert von Hanae Nakamura, Kanade Sakuma, Miki Sakurai, Natsumi Tabuchi und Sayaka Aoki. Das Vorspannlied ist Kyōkan Sarenakute mo Ii ja Nai (共感されなくてもいいじゃない) von Rie Takahashi und der Abspann ist unterlegt mit Nomic ACCAMER.